# Cerynia lineola
Cerynia lineola är en insektsart som beskrevs av Melichar 1901. Cerynia lineola ingår i släktet Cerynia och familjen Flatidae. Inga underarter finns listade i Catalogue of Life.